# Perapat Hulu
Perapat Hulu is een bestuurslaag in het regentschap Aceh Tenggara van de provincie Atjeh, Indonesië. Perapat Hulu telt 1437 inwoners (volkstelling 2010).